# Shahram Mahmoudi
Shahram Mahmoudi (20 de julho de 1988) é um voleibolista profissional iraniano.

## Carreira
Shahram Mahmoudi é membro da seleção iraniana de voleibol masculino. Em 2016, representou seu país na sua primeira participação no voleibol nos Jogos Olímpicos de Verão no Rio de Janeiro, que ficou em 8º lugar.